# Geolycosa raptatorides
Geolycosa raptatorides là một loài nhện trong họ Lycosidae.
Loài này thuộc chi Geolycosa. Geolycosa raptatorides được Embrik Strand miêu tả năm 1909.